# Artur (książę Connaught i Strathearn)
Artur, książę Connaught i Strathearn, właśc. Prince Arthur, Duke of Connaught and Strathearn, Artur Wilhelm Patryk Albert (ur. 1 maja 1850 w Londynie, zm. 16 stycznia 1942 tamże) – członek brytyjskiej rodziny królewskiej, syn królowej Wiktorii, marszałek polny British Army oraz gubernator generalny Kanady w latach 1911–1916.

## Życiorys
Pierwsze nauki pobierał u prywatnych nauczycieli. Już w młodym wieku wykazywał zainteresowanie służbą wojskową. W 1866 rozpoczął studia kształcącej oficerów artylerii i wojsk inżynieryjnych  Królewskiej Akademii Wojskowej w Woolwich. Od 1868 był porucznikiem w korpusie inżynieryjnym, potem służył w jednostkach artylerii i strzelców. W ciągu wielu lat służby wojskowej stacjonował m.in. w Afryce Południowej, Kanadzie, Irlandii, Egipcie (1882) i Indiach (1886–1890). 1 kwietnia 1893 uzyskał rangę generalską i liczył na stanowisko naczelnego wodza Armii Brytyjskiej, ale ostatecznie pozostał jedynie dowódcą okręgu wojskowego w południowym Aldershot. W tym samym roku został szefem austro-węgierskiego Pułku Huzarów Nr 4. 26 czerwca 1902 otrzymał awans na stopień marszałka polnego. W latach 1900–1904 był naczelnym dowódcą w Irlandii, a w okresie 1904-1907 – generalnym inspektorem armii.
W 1911 został mianowany gubernatorem generalnym Kanady. Był pierwszym członkiem rodziny królewskiej na tym stanowisku, ale jego urzędowanie miało miejsce w czasie uniezależniania się Kanady (pod rządami premiera Roberta Bordena) od Imperium Brytyjskiego. Książę Artur wraz z małżonką dbał o dobre kontakty brytyjsko-kanadyjskie, dzięki licznym podróżom po kraju zdobył w Kanadzie sporą popularność. W pierwszych latach I wojny światowej książę pozostał na stanowisku gubernatora, aktywnie działając w wojskowych służbach pomocniczych.
Od 1874 używał tytułu księcia (duke) Connaught i Strathearn oraz hrabiego (earl) Sussex. W 1899, po śmierci swojego bratanka, Alfreda księcia Edynburga, wszedł w linię sukcesji do tytułu książęcego Saksonii-Coburga-Gothy, ale zrezygnował z niego (także w imieniu syna) na rzecz innego bratanka, księcia Karola Edwarda (syna Leopolda, księcia Albany).
Był uhonorowany wieloma odznaczeniami, m.in. orderami: Podwiązki, Ostu, Łaźni, św. Patryka, św. Michała i św. Jerzego oraz Imperium Brytyjskiego.

### Małżeństwo i dzieci
13 marca 1879 poślubił księżniczkę pruską Luizę Małgorzatę, córkę księcia Fryderyka (Friedricha), stryjeczną wnuczkę cesarza niemieckiego Wilhelma I Hohenzollerna. Z tego związku urodziło się troje dzieci:
- księżniczka Małgorzata, która w 1905 wyszła za mąż za Gustawa Adolfa, księcia szwedzkiego, przyszłego króla Gustawa VI Adolfa
- książę Artur (ur. 13 stycznia 1883, zm. 12 września 1938)
- księżniczka Patrycja (ur. 17 marca 1886, zm. 12 stycznia 1974), która w 1919 wyszła za mąż za sir Alexandra Ramsaya (późniejszego admirała brytyjskiego)